# Storholm, Pargas
Storholm är öar i Finland. De ligger i Skärgårdshavet och i kommunen Pargas i landskapet Egentliga Finland, i den sydvästra delen av landet. Öarna ligger omkring 21 kilometer sydöst om Åbo och omkring 140 kilometer väster om Helsingfors.
Arean för den av öarna koordinaterna pekar på är 2,6 hektar och dess största längd är 270 meter i sydöst-nordvästlig riktning. I omgivningarna runt Storholm växer i huvudsak blandskog. Runt Storholm är det glesbefolkat, med 10 invånare per kvadratkilometer. Närmaste större samhälle är Väståboland, 9,1 km väster om Storholm.